# Władysław Gomułka
Władysław Gomułka (Krosno, 6 febbraio 1905 – Varsavia, 1º settembre 1982) è stato un politico polacco.

## Biografia
Nato a Krosno, nell'allora Regno di Galizia e Lodomiria, all'epoca sotto l'Impero austro-ungarico, Władysław Gomułka è stato il leader del paese e del Partito Operaio Unificato Polacco. Nato nel 1948 dalla fusione tra il Partito dei Lavoratori Polacchi e il Partito Socialista Polacco, in quell'anno occupava la carica di segretario generale del partito, quando cadde in disgrazia agli occhi di Stalin e venne destituito sotto l'accusa di deviazionismo nazionalistico di destra e più tardi arrestato. Riabilitato dopo la pubblicazione del rapporto Chruščёv, fu nominato nuovamente segretario generale del Partito Operaio Unificato Polacco durante una drammatica riunione del Politburo nell'ottobre 1956, malgrado le diffide di Chruščëv e Molotov. Con il ritorno al potere di Gomułka, la Polonia si avviò verso una forma ibrida di comunismo nazionale, fortemente condizionata tuttavia dalla presenza di truppe sovietiche in territorio polacco.
Gomułka era sopravvissuto alla Grande purga del 1938, nella quale molti membri del Partito Comunista di Polonia perirono per mano del regime di Stalin e il partito sciolto per ordine dello stesso Stalin con l'accusa di trotskismo. Diventato uno dei più importanti comunisti polacchi, nel 1942 convinse Stalin che doveva essere ripristinata una qualche forma di partito comunista polacco e prese parte alla creazione del Partito dei Lavoratori Polacchi (Polska Partia Robotnicza). Fu vice primo ministro nel governo provvisorio della Repubblica di Polonia (Rząd Tymczasowy Rzeczypospolitej Polskiej) dal gennaio al giugno 1945, e nel governo provvisorio di unità nazionale (Tymczasowy Rząd Jedności Narodowej), dal giugno 1945 al 1947. Fu una figura importante del governo comunista dell'epoca, e aiutò i comunisti a ottenere il risultato del referendum 3xTAK del 1946 e delle elezioni parlamentari in Polonia del 1947 e divenne, come lui stesso disse, "l'egemone di Polonia".
Comunque, nel periodo 1951-1954, a causa di contrapposizioni tra le varie fazioni del partito, venne condannato come "di destra" e "reazionario" e imprigionato, oltre che espulso dal Partito dei Lavoratori. Nel 1956, dopo la morte di Bierut e l'inizio della destalinizzazione, venne riabilitato e eletto nuovamente capo del Partito. Inizialmente molto popolare per le sue riforme e la ricerca di una "via polacca al socialismo", ammorbidì gradualmente la sua opposizione alle pressioni sovietiche.
Negli anni sessanta appoggiò la persecuzione della Chiesa cattolica e di alcuni intellettuali di partito (ad esempio, Kołakowski). Ebbe parte nell'intervento del patto di Varsavia in Cecoslovacchia nel 1968. All'epoca fu anche responsabile della persecuzione di studenti e intellighenzia, oltre che di un indurimento della censura sui media. Nel 1968 incitò, anche se in seguito sostenne di non averlo fatto deliberatamente, la campagna di propaganda antiebraica che fu una delle conseguenze della posizione del blocco sovietico dopo la guerra dei sei giorni.
Nel dicembre 1970 uno scontro sanguinoso tra il governo e gli operai dei cantieri navali, nel quale dozzine di lavoratori vennero uccisi dalle forze dell'ordine, ne provocò le dimissioni. Un uomo più giovane e dinamico, Edward Gierek, prese la guida del partito. Gomułka venne costretto a ritirarsi. Dopo la sua morte nel 1982, la sua immagine negativa nella propaganda comunista venne modificata e vennero riconosciuti alcuni dei suoi contributi costruttivi. Le sue memorie vennero pubblicate per la prima volta nel 1994.